# Église Saint-Martin d'Alost
 (mai 2024).
L'église Saint-Martin (Sint-Martinuskerk en néerlandais) est une église de style gothique située sur le territoire de la ville belge d'Alost, dans la province de Flandre-Orientale.

## Historique
L'église est classé monument historique depuis le 20 juillet 1946 et figure à l'Inventaire du patrimoine immobilier de la Région flamande sous la référence 237.

## Aspects religieux
Comme tout édifice catholique situé dans la province de Flandre-Orientale, l'église Saint-Martin est rattachée au diocèse de Gand.